# OpenUP
Pour les articles homonymes, voir BUP.
Open Unified Process (OpenUP) est une partie du projet Eclipse Process Framework (EPF), un projet de la Fondation Eclipse qui fournit un framework pour développer des processus. Il est basé sur le Rational Unified Process (RUP) et le processus unifié (« Unified process », UP).
OpenUP est issu d'une mise en Open source par IBM du Basic Unified Process (BUP). Donné à la fondation Eclipse fin 2005, il est renommé OpenUP/Basic en 2006. Il est maintenant connu sous le nom d'OpenUP.

## Overview
OpenUP préserve les caractéristiques essentielles de l'UP et du RUP, lequel inclut le développement itératif, le développement piloté par les cas d'utilisation et les scénarios, la gestion du risque et l'approche centrée sur l'architecture. Les parties les plus optionnelles du RUP ont été exclues et plusieurs éléments ont été fusionnés. Le résultat est un processus plus simple respectant malgré tout les principes du RUP.
OpenUP cible les petites équipes collocalisées intéressées par l'agile et le développement itératif. Un petit projet est constitué d'équipes de 3 à 6 personnes et durant 3 à 6 mois d'effort de développement.